# Председнички избори у САД 1804.
Председнички избори у Сједињеним Државама 1804. били су пети четворогодишњи председнички избори, одржани од петка, 2. новембра до среде, 5. децембра 1804. Актуелни демократско-републикански председник Томас Џеферсон победио је федералисту Чарлса Котсворта Пинкнија из Јужне Каролине. То су били први председнички избори спроведени након ратификације Дванаестог амандмана на Устав Сједињених Држава, којим су реформисане процедуре за избор председника и потпредседника.
Џеферсона је поново номиновао посланички клуб његове странке у Конгресу без опозиције, а странка је номиновала гувернера Њујорка Џорџа Клинтона да замени Арона Бера на месту Џеферсоновог потпредседника. Са бившим председником Џоном Адамсом у пензији, федералисти су се окренули Пинкнију, бившем амбасадору и хероју Револуционарног рата који је био Адамсов потпредседник на изборима 1800. године.
Иако је Џеферсон за длаку победио Адамса 1800. године, био је веома популаран због куповине Луизијане и јаке економије. Носио је скоро сваку државу, укључујући већину држава у федералистичком упоришту Нове Енглеске.